# Lukokoda
Lukokoda è una circoscrizione rurale (rural ward) della Tanzania situata nel distretto di Tandahimba, regione di Mtwara. Conta una popolazione di 5 329 abitanti (censimento 2012).